# Natten i Varennes
Natten i Varennes (originaltitel: La Nuit de Varennes) är en fransk-italiensk dramafilm från 1982 i regi av Ettore Scola. Filmen utspelar sig under Flykten till Varennes i Frankrike 1791, när den franska kungafamiljen flyr till Varennes-en-Argonne i östra Frankrike. I en diligens samlas ett antal historiska personligheter och diskuterar den ändrande världen omkring dem.

## Medverkande (urval)
| Jean-Louis Barrault    | – Nicolas Edmé Restif de la Bretonne      |
| Marcello Mastroianni   | – Giacomo Casanova, Chevalier de Seingalt |
| Hanna Schygulla        | – Grevinna Sophie de la Borde             |
| Harvey Keitel          | – Thomas Paine                            |
| Jean-Claude Brialy     | – Monsieur Jacob                          |
| Andréa Ferréol         | – Madame Adélaïde Gagnon                  |
| Michel Vitold          | – De Florange                             |
| Laura Betti            | – Virginia Capacelli                      |
| Enzo Jannacci          | – Den italienske gycklaren                |
| Pierre Malet           | – Émile Delage, revolutionär student      |
| Daniel Gélin           | – De Wendel                               |
| Hugues Quester         | – Jean-Louis Romeuf                       |
| Dora Doll              | – Nanette Precy                           |
| Jean-Louis Trintignant | – Monsieur Sauce                          |
| Michel Piccoli         | – Kung Ludvig XVI                         |
| Caterina Boratto       | – Madame Faustine                         |
| Didi Perego            | – Madame Sauce                            |